# روتاتوم
روتاتوم (به لاتین: Rotatum) در فیزیک عبارت است مشتق گشتاور نسبت به زمان یا به عبارتی نرخ تغییرات گشتاور نسبت به زمان. روتاتوم با معادله زیر توصیف می‌شود:
{\displaystyle {\vec {P}}={\frac {d{\vec {\tau }}}{dt}}}

## ارتباط روتاتوم با سایر کمیتهای فیزیکی
قانون دوم نیوتن برای حرکت زاویه‌ای:
{\displaystyle \mathbf {\tau } ={\frac {\mathrm {d} \mathbf {L} }{\mathrm {d} t}}}
با ترکیب دو معادله بالایی داریم:
{\displaystyle \mathbf {\mathrm {P} } ={\frac {\mathrm {d} \mathbf {\tau } }{\mathrm {d} t}}={\frac {\mathrm {d} }{\mathrm {d} t}}\left({\frac {\mathrm {d} \mathbf {L} }{\mathrm {d} t}}\right)={\frac {\mathrm {d} ^{2}\mathbf {L} }{\mathrm {d} t^{2}}}={\frac {\mathrm {d} ^{2}(I\cdot \mathbf {\omega } )}{\mathrm {d} t^{2}}}}
با ثابت در نظر گرفتن تغییرات ممان اینرسی نسبت به زمان:
{\displaystyle \mathbf {\mathrm {P} } =I{\frac {\mathrm {d} ^{2}\omega }{\mathrm {d} t^{2}}}}
که می‌توان به صورت زیر نوشت:
{\displaystyle \mathbf {\mathrm {P} } =I\zeta }
که در آن {\displaystyle \zeta } عبارت است از جرک زاویه‌ای.